# Spring King
Spring King war eine vierköpfige britische Garage-Rock-Band aus Macclesfield. Sie wurde 2012 gegründet und bestand aus Tarek Musa, Pete Darlington, Andy Morton und James Green. 2018 wurde die Auflösung bekanntgegeben.

## Geschichte

### 2012–2015: Anfänge
Ursprünglich wurde Spring King 2012 als Solo-Projekt des Sängers und Schlagzeugers Tarek Musa gegründet. Seine Highschool-Freunde Pete Darlington, Andy Morton und James Green stießen schließlich 2013 dazu. Die ersten Singleveröffentlichungen der Band sowie die EP Demons erschienen im Jahr 2014. Auch durch die Unterstützung der British Broadcasting Corporation konnte die Band auf nationaler und internationaler Ebene schnell ein größeres Publikum erreichen und veröffentlichte nach einer kurzen Tour durch die Vereinigten Staaten und einem Festivalauftritt auf dem South by Southwest 2015 ihre zweite EP They’re Coming After You.

### 2016–2017: Durchbruch

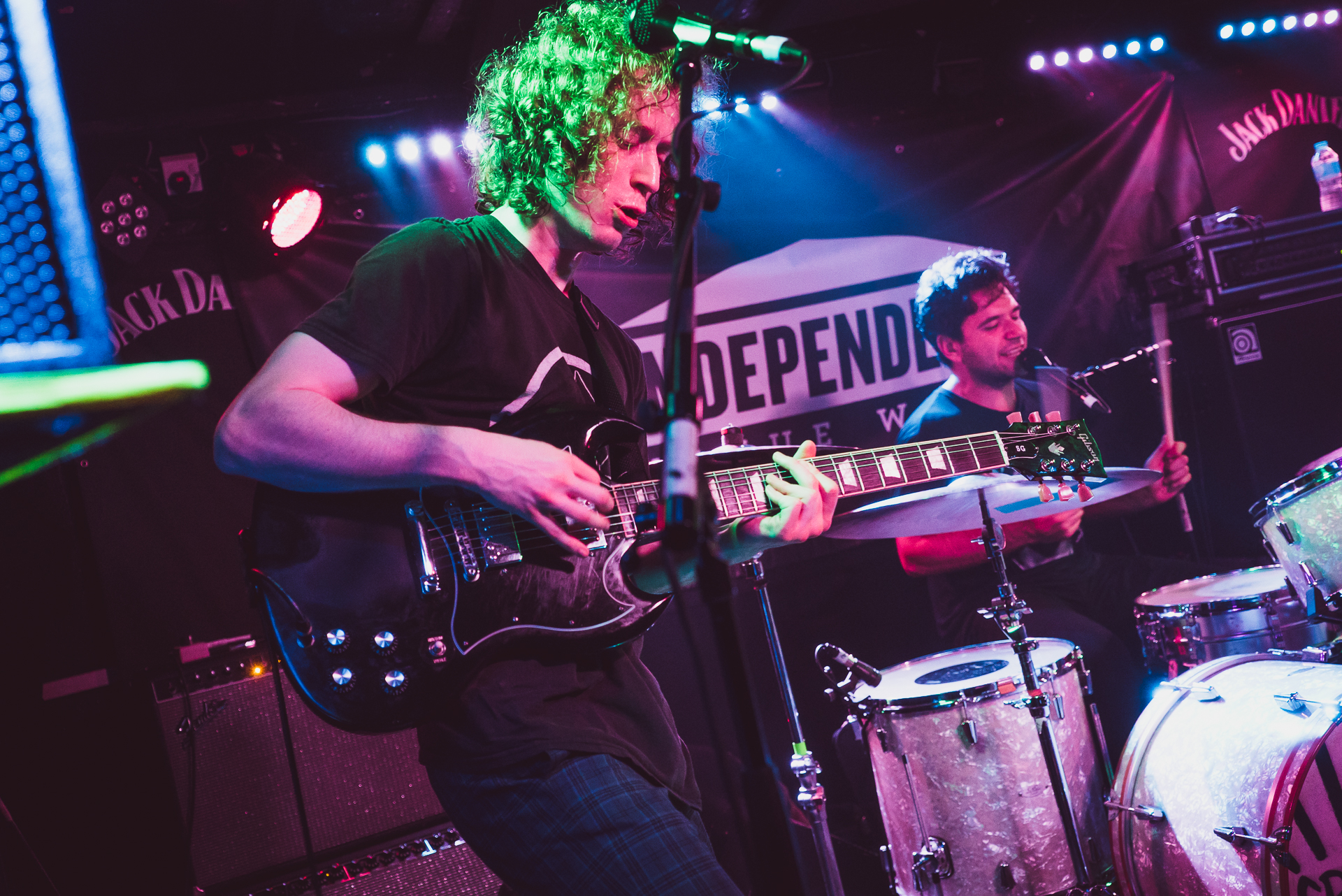
Gitarrist Pete Darlington und Bandleader Tarek Musa (2016)

Gemeinsam mit der PRS Foundation, einer englischen Organisation zur Förderung talentierter Musiker, planten sie eine längere Europatour und anschließend das am 10. Juni 2016 über Island Records erschienene Debütalbum Tell Me If You Like To, das sich musikalisch stark an Liedern der Rockband The Beach Boys orientiert und von der Fachpresse überwiegend positiv aufgenommen wurde. Große Popularität erfuhr die Band daraufhin insbesondere durch die Aufnahme einiger Lieder in die Rotation großer Radiosender. So wurde ihre Musik beispielsweise des Öfteren in Jools Hollands Show auf BBC Radio 2 gespielt. Das Studioalbum stieg auf Platz 71 der britischen Albumcharts ein und hielt sich dort eine Woche. Darauf befindet sich außerdem der Titel Who Are You?, der für den Soundtrack des Videospiels FIFA 17 verwendet wurde.
In der Folgezeit waren sie unter anderem als Vorband der Kaiser Chiefs, der Slaves und von Kasabian zu sehen.

### 2018: Zweites Album und Trennung
Für das am 31. August 2018 erschienene zweite Studioalbum A Better Life entschied sich der bis dahin meist als alleiniger Songschreiber in Erscheinung getretene Bandleader Musa dazu, mehr Außeneinflüsse auf den kreativen Prozess zuzulassen – vor allem eben auch durch die anderen Bandmitglieder, die bisher kaum in die Entstehung der Titel eingebunden waren und praktisch nur die von Musa komponierten Lieder einspielten. Gleichzeitig sahen sie sich nach Möglichkeiten um, das in den letzten Jahren gewonnene Image einer „radiotauglichen“ Band loszuwerden, und versuchten sich an härterer und experimentellerer Musik, was bei Fans und Fachpresse gut ankam.
Am 20. November 2018 gab Spring King über Facebook mit den Worten „we have decided to call it a day“ (deutsch: Wir haben uns entschieden, Feierabend zu machen) die Auflösung bekannt. Gleichzeitig wurden alle bereits angekündigten Auftritte in London und Umgebung abgesagt. Musa, der das Projekt 2012 ins Leben gerufen hatte, ist seitdem als Solo-Künstler unter dem Pseudonym Dead Nature aktiv, während Green und Darlington das Duo Meadow Meadow gründeten.

## Diskografie

### Alben
Studioalben

| Jahr | Titel Musiklabel                      | Höchstplatzierung, Gesamtwochen, AuszeichnungChartsChartplatzierungen (Jahr, Titel, Musiklabel, Platzierungen, Wochen, Auszeichnungen, Anmerkungen) | Anmerkungen                           |
| Jahr | Titel Musiklabel                      | UK | Anmerkungen                           |
| ---- | ------------------------------------- | --- | ------------------------------------- |
| 2016 | Tell Me If You Like To Island Records | UK71 (1 Wo.)UK | Erstveröffentlichung: 10. Juni 2016   |
| 2018 | A Better Life Island Records          | UK—UK | Erstveröffentlichung: 31. August 2018 |

EPs
- 2014: Demons
- 2015: They’re Coming After You

Livealben
- 2017: Apple Music Festival: London 2016

### Singles
- 2014: Mumma / Mumma Pt. II
- 2014: Can I?
- 2015: City
- 2015: They’re Coming After You
- 2015: Who Are You?
- 2016: Rectifier
- 2016: The Summer
- 2016: Detroit
- 2018: Animal
- 2018: Us Vs Them
- 2018: The Hum
- 2018: Paranoid
- 2018: Let’s Drink